# Merefnebef
Merefnebef (más néven Uniszanh és Fefi) ókori egyiptomi vezír volt a VI. dinasztia idején, Uszerkaré uralkodása alatt.
Pályáját Teti uralkodása alatt kezdte. Alsó-Egyiptom királyi kincstárnokaként szolgált, és olyan pozíciókat töltött be, melyeknek köszönhetően közel állt a királyhoz. Egyes címei szerint Teti piramisának őrzője és papja volt. Uszerkaré alatt lett vezír, valószínűleg már pályája vége felé; I. Pepi uralkodása alatt elbocsátották hivatalából.
Sírja Észak-Szakkarában található, Dzsószer lépcsős piramisától nyugatra. Viszonylag kicsi masztaba, de teljes egészében díszített. A sírkamrában szarkofág állt. A sír díszítésén ábrázolt jeleneteket szándékosan elpusztították. Merefnebef legalább egyik fiának ábrázolását az egész sírban kivakarták.

## Fordítás
- Ez a szócikk részben vagy egészben  a   Merefnebef című angol Wikipédia-szócikk ezen változatának fordításán alapul.  Az eredeti cikk szerkesztőit annak laptörténete sorolja fel. Ez a jelzés csupán a megfogalmazás eredetét és a szerzői jogokat jelzi, nem szolgál a cikkben szereplő információk forrásmegjelöléseként.